# Месть Аль Капоне
«Месть Аль Капоне» (англ. The Revenge of Al Capone) — криминальный телефильм.

## Сюжет
На улицах 1932 год. Дон преступного мира Аль Капоне стремительно завоевывает новые сферы влияния. Полиция бессильна — даже посадив Капоне в тюрьму за неуплату налогов, его могущественную империю не сломить.
На борьбу с мафией встает неподкупный полицейский Майкл Рурк, родители которого были убиты Аль Капоне ранее. Ничто не остановит его, ведь месть — смысл его жизни.

## Актёры
- Кит Кэррадайн — Майкл Рурк
- Рэй Шарки
- Дебра Фарентино
- Скотт Полин